# نادي رجاء الحسيمة
 نادي الرجاء الرياضي الحسيمي هو نادٍ رياضي مغربي من مدينة الحسيمة في إقليم الريف شمال المغرب. اقترن اسم النادي وكذلك ألوانه بفريق مدينة الدار البيضاء الكبير وهو نادي الرجاء الرياضي الذي يرتدي اللونين الأخضر والأبيض . يعتبر النادي الثاني في الحسيمة ويُعَد منافسا عنيدا لجاره في المدينة نادي شباب الحسيمة صاحب القاعدة الجماهيرية الأكبر. كان من المرتقب أن يتم دمج النادي سنة 2011 مع نادي إف سي تطوان .

## وصلات خارجية
- (بالعربية) موقع نادي رجاء الحسيمة